# Latimeria
Latimeria är ett släkte med fiskar, och ensamt släkte i familjen Gombessor.
Släktet omfattar två kända arter:
- Blå tofsstjärtfisk (Latimeria chalumnae)[1]
- Brun tofsstjärtfisk (Latimeria menadoensis)[1]